# Ross Edgar
Ross Edgar, (Newmarket, Regne Unit, 3 de gener de 1983) és un ciclista escocès, ja retirat, especialista en la pista, que va competir durant la dècada del 2000.
El 2004 va prendre part en els Jocs Olímpics d'Estiu d'Atenes, on va disputar dues proves del programa de ciclisme en pista. Destaca la cinquena posició en la competició de velocitat individual, mentre en la de keirin quedà eliminat en sèries. Quatre anys més tard, als Jocs de Pequín, guanyà la medalla de plata en la prova de keirin.
En el seu palmarès també destaquen quatre medalles al Campionat del Món en pista, dues de plata i dues de bronze entre les edicions del 2007 i 2010. Als Jocs de la Commonwealth també guanyà quatre medalles, una de bronze el 2002, i una d'or, una de plata i una de bronze el 2006.
El 2012 va deixar de córrer en pista després de no ser seleccionat per als Jocs Olímpics de Londres. L'any següent va disputar algunes curses de carretera, per tot seguit retirar-se del tot.
Una vegada retirat ha exercit d'entrenador al Centre mundial del ciclisme d'Aigle i de la selecció australiana en pista.

## Palmarès
- 2003
  -  Campió de la Gran Bretanya de velocitat
- 2004
  -  Campió d'Europa sub-23 en Velocitat
  -  Campió de la Gran Bretanya de velocitat
  -  Campió de la Gran Bretanya de velocitat per equips
- 2006
  - Campió als Jocs de la Commonwealth en velocitat per equips
  -  Campió de la Gran Bretanya de keirin
- 2007
  -  Campió de la Gran Bretanya de velocitat
- 2008
  -  Medalla de plata als Jocs Olímpics de Pequín en Keirin
- 2010
  -  Campió de la Gran Bretanya de keirin

### Resultats a laCopa del Món
- 2005-2006
  - 1r a Manchester, en Velocitat per equips
- 2006-2007
  - 1r a Sydney i Manchester, en Velocitat per equips
- 2008-2009
  - 1r a Manchester, en Velocitat per equips
- 2009-2010
  - 1r a Manchester, en Velocitat per equips